# Claude Joseph Barandier
Claude Joseph Barandier, ou apenas Joseph Barandier, nascido na comuna francesa de Chambéry em 1807 se mudou para o Brasil em 1838, onde morreu em 1877. Barandier foi um pintor, decorador e professor que ao chegar ao Brasil já agradou a nobreza com o seu conteúdo artístico, o que fez o pintor começar a frequentar o Palácio Imperial.
O artista teve durante sua vida diversas fontes diferentes de aprendizado. Teve aulas com diversos pintores, incluindo o experiente Horace Vernet, conhecido pelos diversos retratos de batalhas que pintou. Depois de se mudar para o Brasil viajou em 1864 para Roma e outras cidades europeias em busca de inspiração, em 1866 retornou ao país com alguns quadros começados. Ao longo da carreira, recebeu premiações de academias de arte e condecorações de membros da nobreza.
Não se sabe muito sobre a vida pessoal do pintor, mas algumas informações sobre a sua obra são consistentes. Além dos quadros pitados, Barandier também ficou conhecido por pintar algumas igrejas, tanto na França, quanto no Brasil. O artista também tinha o costume de retratar membros da nobreza dos locais por onde passava, como aconteceu em São Paulo por exemplo.

## Biografia
Nascido na comuna francesa de Chambéry em 1807, Claude Joseph Barandier foi um pintor viajante. Faleceu em 1877 em São Paulo, no Brasil, após diversas experiências para a sua formação e consolidação artística.
Como falado anteriormente, Barandier teve sua formação acadêmica e artística percorrendo diversos nichos diferentes. Iniciou seu processo de estudos na École de Peinture de Chambéry, na comuna onde nasceu. Na época Pierre-Emmanuel Moreau (1766-1833) era seu professor. Posteriormente em Paris estudou com o retratista de batalhas Horace Vernet, provavelmente entre 1828 e 1830.
A bordo do navio Saboia, em 1838, chegou ao Brasil, onde pintou, expôs e foi premiado por muitos quadros, que serão detalhados no item referente às obras do pintor. Quando já estava em terras brasileiras, mais especificamente em 1864, Barandier em busca da expansão ainda maior de seu conhecimento artístico e de inspiração, fez uma viagem para Roma e algumas outras cidades europeias para estudar a artisticidade local depois de um acordo com o diretório de Campinas. O processo de estudo antecedeu a contribuição artística que Barandier prestou para a Catedral de Campinas. O pintor retornou para o Brasil em julho de 1866, e trouxe consigo duas obras rascunhadas e outras quatro previstas, com a autorização para terminar as duas telas o fez na matriz em 1867 com a ajuda do assistente de 11 anos Pedro Alexandrino (1856-1942).
As informações sobre os últimos anos de vida do pintor são tão escassas quanto às da sua vida pessoal, Não se sabe quase nada sobre as atividades de Barandier no período entre 1867 e 1877. Sabe-se apenas que em 1876 o pintor voltou à sua terra de origem para prestigiar a filha que se casava na ocasião. Retornou à São Paulo onde faleceu um ano depois. O pintor faleceu antes mesmo de receber o pagamento referente ás obras pintadas por ele para a Catedral de Campinas.

## Obra
O pintor, um retratista que representava homens da nobreza e imaginários que agradavam a aristocracia, como elementos bíblicos por exemplo, deixou sua característica como artista muito bem registradas nos seis óleos sobre tela, representando o calvário de Cristo, que pintou para a Catedral de Campinas. Paula barrantes sintetiza bem a característica do pintor em seu artigo produzido na Unicamp que cataloga as obras da Catedral: "A característica maior de Barandier, como retratista, fica demonstrada em todos os quadros, o pintor se preocupa com a proximidade às expressões faciais, deixando claro a irrelevância de composições maiores nas telas. Sua preocupação são os sentimentos e não a paisagem, fatos arqueológicos ou históricos. Mesmo o sofrimento das mulheres ou o olhar indignado de Simão são retratados de maneira calma, sem arroubos."

### Campinas
Além dos quadros pintados por Barandier que se destinavam à nobreza, o pintor também foi conhecido pela sua contribuição artística para igrejas. Por indicação do Presidente da Província de São Paulo, chegou á Campinas em 1864, onde se oferece para pintar seis quadros à tinta óleo para Catedral, as obras representavam o Calvário de Cristo. O pintor foi então contratado pelo diretório de obras do ano. "Jesus encontra sua mãe" foi pintada por volta de 1865 e 1866; na mesma época o pintor deu vida á obra "Verônica limpa a face de Jesus". Em 1866 Barandier pintou "Primeira queda da cruz", "Segunda queda da cruz", "Terceira queda da cruz" e "Cimão de Cirene ajuda Jesus". Em 1873 seus quadros foram limpados e restaurados.
Os quadros finalizados na Catedral em 1865 foram começados pelo pintor em sua experiência na Europa e foram os primeiros a integrarem o acervo da Matriz, decorando a sua nave principal, o espaço entre os dois altares laterais. As obras foram tombadas e destinadas ao Museu Arquidiocesano de Campinas, criado por Dom Paulo de Tarso. Na igreja foram reposicionados novos quadros sobre a via sacra.

#### Curiosidades sobre a aquisição
Na época em que Barandier prestou contribuições à Catedral de Campinas era comum que alguns conflitos entre encomendadores e produtores de arte. O pintor ilustrou isso perfeitamente com os seis óleos sobre tela pintados para a igreja campineira. O artista, que chamava essas obras de "quadros bíblicos", demorou 17 anos para receber seu pagamento e ver as obras decorando a nave principal da Catedral. A demora no pagamento se deu por situações de intriga política, o diretório que havia contratado Barandier foi dissolvido depois de novos desentendimentos entre o diretório e a Câmara, e a nova diretoria que foi composta simplesmente não confirmou os pagamentos dos quadros encomendados pela diretoria antiga.
Paula Barrantes sintetiza: "Sem dúvida Claude Joseph Barandier representou uma passagem interessante na fase de construção da Matriz Nova, demonstrando como encomendas e artistas poderiam ser tratados nas cidades do interior do império. Os problemas políticos e burgueses adquiriam um valor maior, algumas vezes, do que a palavra empenhada." 
Acredita-se que o débito tenha sido acertado com os descendentes do pintor uma vez que os quadros voltaram a fazer parte do acerto da Catedral em 1883, até serem destinados ao museu.

#### A Catedral
A catedral começou a ser ornada artisticamente em 1853, quando Vitoriano dos Anos veio da Bahia para Campinas para talhar o altar principal com a ajuda de alguns assistentes. Depois de algum tempo, o escultor baiano deixou o trabalho que foi finalizado por Bernardino de Sena Reis e Almeida, contratado por Antonio Carlos de Sampaio Peixoto, o Sampainho, diretor de serviços da Matriz Nova.
Sampainho deu aula juntamente com o Hércules Florence no Colégio Florence em Campinas. Hércules foi o primeiro artista plástico a se dedicar ao ensino de desenhos e pinturas em Campinas e seu método de ensino diz muito sobre o modelo artístico da época. Não se tem informações documentadas sobre como o artista plástico ministraria suas aulas com exatidão, entretanto é possível deduzir que as influências do espírito neoclássico vigente na Europa na época de seu aprendizado estavam também no méodo como ensinava aquelas garotas da alta sociedade que frequentavam o colégio. O modelo neoclássico era inclusive o modelo seguido pela Academia Imperial de Belas Artes do Rio de Janeiro.
Nessa época a arte no Brasil era muito diferente do que tinha sido na época da colonização com a ascendência do barroco e do rococó. A arte deveria atender o gosto da burguesia mas prestar serviços à monarquia, nobreza e aristocracia.
A Catedral hoje abriga o Museu Arquidiocesano de Campinas e o Museu da Irmandade do Santíssimo Sacramento e também funciona como templo religioso.

### Retratos da Nobreza
Durante sua carreira, o pintor participou de algumas exposições que serão listadas abaixo, entretanto a participação em uma delas, as Exposições Gerais de Belas Artes expõe algo interessante sobre o papel da pintura para o Império. A exposição servia antes de mais nada como afirmação do status quo dos personagens da nobreza que eram ali representados e também para divulgar a imagem de pessoas importantes para toda a corte. Foi o caso do personagem pintado por Barandier, o Príncipe Imperial Don Afonso Pedro. O quadro é provavelmente um dos primeiros registros do primogênito do Imperador, que acabou falecendo aos dois anos de idade.

### Comerciantes
Barandier ficou conhecido como pintor da nobreza, entretanto estudos feitos para entender a transição do barroco ao neoclássico na pintura Baiana, registraram que o pintor chegou a registrar a classe emergente de comerciantes que também foi clientela para os pintores da época. A pinacoteca da Associação Comercial reuniu quadros de autoridades e conselheiros que foram pintadas por Claude Joseph Barandier e outros pintores como o francês E. Muller.

### Obras documentadas
- 1840: O barão e a baronesa de Pati Alferes
- 1845-1847: Dom Afonso, Príncipe Imperial do Brasil
- 1860: Costumes do interior de São Paulo
- 1864-1866: Seis quadros com tema da via sacra, técnica de óleo sobre tela. Pinturas destinadas a decorar as paredes entre altares da Catedral.[2]

## Análise do retratista
Barandier ficou reconhecido como pintor no Brasil devido a sua habilidade como retratista e suas marcas pessoais: as cores intensas e e a preocipação com a correção do desenho, além da preocupação com a expressão do personagem retratado. Essas características fazem o retratista ser um dos favoritos da família imperial.
Barandier contribuiu para a produção de pinturas históricas no Brasil, como afirmado pela enciclopédia artística do Itaú: " Relatos indicam a existência de uma produção de pinturas históricas de Barandier no Brasil. Os quadros Morte de Camões, Cena de Selvagens, A Filha de Jefté e Durante o Massacre das Prisões em Paris no Ano de 1793 são mencionados nos catálogos da Exposição Geral de Belas Artes. Já os retratos de Barandier encontram-se em coleções cariocas, paulistas e baianas, provenientes de famílias ligadas à nobreza. Retratos como o do presidente da Província do Rio de Janeiro João Caldas Viana (s/d) ou o Retrato do Barão de Irapuá (ca. 1850), revelam a proximidade de Barandier aos altos círculos sociais. Sua transferência para São Paulo acompanha a ascensão da economia cafeeira, que abre um novo espaço para encomendas." 
A preocupação do pintor de dar tramtamento apropriado a cada matéria, se procupar com uma variedade de texturas que ambientem corretamente o personagem e atribuir a expressão adequada a ele é expresso em muitas obras do autor como:
- O Retrato de Senhora (hoje parte do acervo da Pinacoteca do Estado de São Paulo)
- O Retrato de Dom Afonso
- O quadro D. Pedro II
- A série de quadros da Via Sacra, pintados para a Catedral de Campinas[1]

## Lista de Exposições e Premiações
- 1840: 1° Exposição Geral de Belas Artes (Rio de Janeiro) [7]
  - Barandier foi condecorado
- 1841: 2° Exposição Geral de Belas Artes (Rio de Janeiro) [8]
- 1842: 3° Exposição Geral de Belas Artes (Rio de Janeiro) [9]
- 1843: 4° Exposição Geral de Belas Artes (Rio de Janeiro) [10]
- 1844: 5° Exposição Geral de Belas Artes (Rio de Janeiro) [11]
  - Barandier recebeu a Menção de Louvor em Primeiro Grau
- 1845: 6° Exposição Geral de Belas Artes (Rio de Janeiro) [12]
- 1846: 7° Exposição Geral de Belas Artes (Rio de Janeiro) [13]
- 1847: 8° Exposição Geral de Belas Artes (Rio de Janeiro) [14]
- 1848: 9° Exposição Geral de Belas Artes (Rio de Janeiro) [15]
- 1849: 10° Exposição Geral de Belas Artes (Rio de Janeiro) [16]
- 1852: 12° Exposição Geral de Belas Artes (Rio de Janeiro) [17]
- 1860: 14° Exposição Geral de Belas Artes (Rio de Janeiro) [18]
- 1990: Missão Artística Francesa e Pintores Viajantes: França - Brasil no século XIX (Rio de Janeiro) [19]
- 1994: Um Olhar Crítico sobre o Acervo do Século XIX (São Paulo) [20]
- 2000: O Café (São Paulo) [21]